# Тонкочеревець криваво-червоний
Тонкочеревець криваво-червоний (Sympetrum sanguineum) — вид бабок родини справжніх бабок (Libellulidae).

## Поширення
Вид поширений в Європі, Північній Африці, на Близькому Сході, в Північній та Середній Азії на схід до Сибіру. Присутній у фауні України. Трапляється біля стоячих водойм.

## Опис
Тіло завдовжки 34-39 мм, черевце 21-26 мм, заднє крило 24-29 мм. Задній край передньогрудей з великим, практично вертикальним виступом, на якому є бахромка з довгих волосків. Боки грудей червоного або жовтого кольору, з трьома вузькими смугами чорного кольору на швах. Лоб з рівною поперечною смугою чорного кольору. Бічні чорні лінії на черевці довгі. Ноги чорні. Основи крил забарвлені в бурштиновий колір. Груди самця зверху помаранчево-червоного кольору, а з боків жовтувато-коричневі. Черевце на верхній стороні криваво-червоне, а знизу чорного кольору в червоних плямах. У молодих самців забарвлення відповідає забарвленню самиць. У самиць черевце жовтуватого кольору, знизу з білуватим нальотом.